# Буро-Рубанівка
Бу́ро-Руба́нівка —  село в Україні, у Чупахівській селищній громаді Охтирського району Сумської області. Населення становить 90 осіб. Колишній орган місцевого самоврядування — Довжицька сільська рада.

## Географія
Село Буро-Рубанівка знаходиться на відстані 3 км від правого берега річки Ташань. На відстані 1,5 км розташоване село Бурівка (Сумський район).